# 保羅·麥甘
保羅·麥甘（Paul McGann，1959年11月14日—）是一位英格蘭演員，因在BBC節目The Monocled Mutineer中擔任主演而成名。也由於在Withnail and I的角色、在1996年《神秘博士》電視電影以隨後的相關媒體扮演第八任博士而知曉。

## 外部連結
- 保羅·麥甘在互联网电影资料库（IMDb）上的資料（英文）
- 保羅·麥甘 在英國電影協會的Screenonline
- Talking Shop: Paul McGann interview at the BBC News website （页面存档备份，存于）